# Hiệp ước Kanagawa

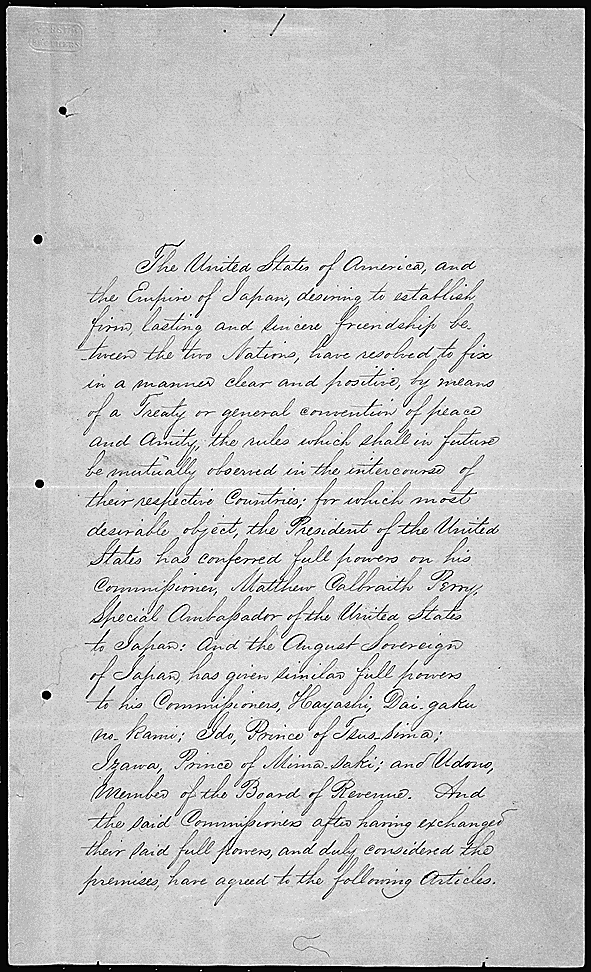
Hiệp ước Kanagawa

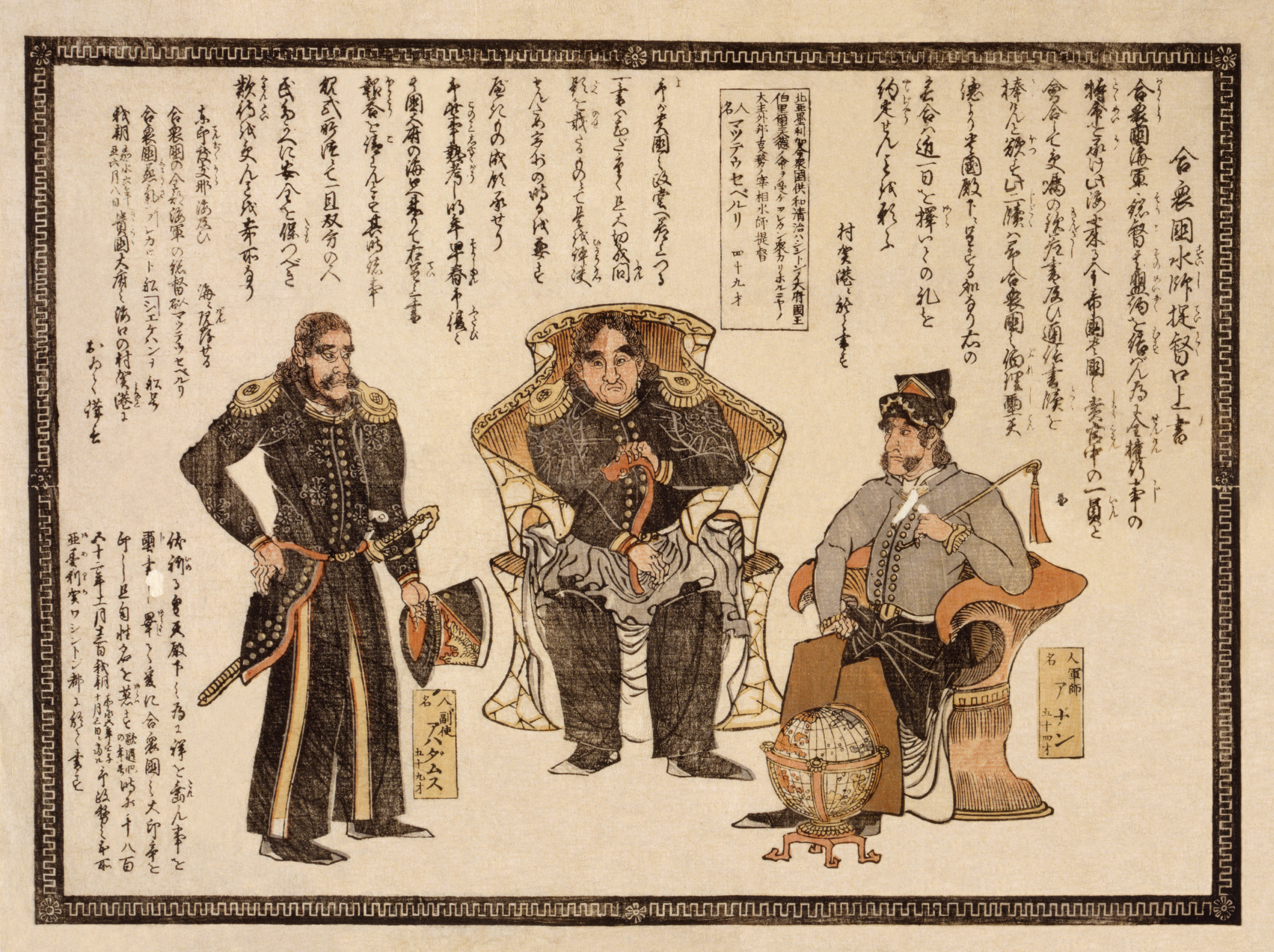
Bản in gỗ tiếng Nhật có Perry (giữa) và các sĩ quan cao cấp Hải quân Hoa Kỳ.

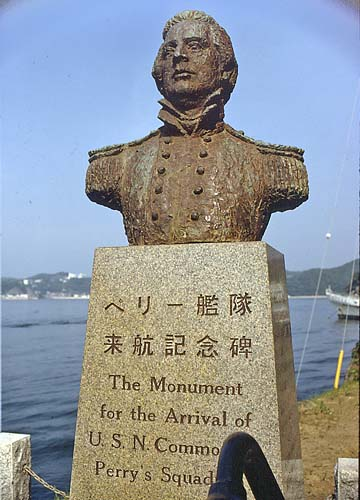
Tượng Matthew Perry tại Shimoda

Ngày 31 tháng 3 năm 1854, Điều ước Hòa thân Nhật-Mỹ 日米和親条約 (Nichibei Washin Jōyaku (Nhật Mễ Hòa thân Điều ước)) còn gọi là Điều ước Kanagawa 神奈川条約 (Kanagawa Jōyaku (Thần Nại Xuyên Điều ước)) được ký kết giữa Phó đề đốc Matthew C. Perry của Hải quân Hoa Kỳ và Đế quốc Nhật Bản. Hiệp ước này buộc Nhật Bản phải mở hai hải cảng Shimoda và Hakodate cho thương thuyền Hoa Kỳ vào buôn bán. Sau 200 năm thực hiện chính sách Tỏa Quốc, Nhật Bản cuối cùng phải nhượng bộ cho thế lực thương mại nước ngoài.
Perry lúc đầu không chịu thương lượng với quan lại Nhật Bản, chỉ muốn tiếp kiến trực tiếp với Thiên hoàng - đây là một đòi hỏi không được Nhật chấp nhận. Lúc bấy giờ Tướng quân Tokugawa Iesada được xem là có quyền hành cao nhất phải thay mặt Thiên hoàng truyền lệnh ký hiệp ước, sau đó Thiên hoàng bất đắc dĩ phải đóng ấn.
Hiệp ước này làm một bước ngoặt lớn trong lịch sử Nhật Bản, mở đầu các cuộc phân tranh giữa các thế lực quyền chính và kết thúc khi Thiên hoàng Minh Trị khôi phục Hoàng quyền, chấm dứt thời đại của các Chinh di Đại tướng quân.